# اضطهاد الصوفيين
يشمل اضطهاد الصوفيين والصوفية تدمير الأضرحة والمساجد الصوفية، وقمع الطرق الصوفية، والقتل، والتمييز ضد الأتباع في عدد من البلدان ذات الأغلبية المسلمة. حظرت الجمهورية التركية جميع الطرق الصوفية وألغت مؤسساتها في عام 1925 بعد أن عارض الصوفيون النظام العلماني الجديد. ضيقت الجمهورية الإسلامية الإيرانية على الصوفيين، بدعوى عدم تأييدهم لمذهب الحكومة «ولاية الفقيه» (أي أن يكون الفقيه الشيعي الأعلى هو القائد السياسي للأمة).
في معظم البلدان الإسلامية الأخرى، تأتي الهجمات على الصوفيين، ولا سيما أضرحتهم، من أتباع مدارس الفكر المتزمتة الذين يعتقدون أن ممارسات مثل الاحتفال بذكرى ميلاد الأولياء الصوفيين، ومجالس الذكر («تذكّر الله») بدعة وشرك.

## نبذة تاريخية
تتضمن الأمثلة على الأشخاص الذين يُفترض أنهم أُعدموا بسبب آرائهم وممارساتهم الصوفية: الصوفي العباسي الحسين بن منصور الحلاج وذلك في عام 922، وعين القضاة الهمداني في عام 1131، والفيلسوف الإشراقي شهاب الدين السهروردي في عام 1191، والصوفي العثماني المتمرد الشيخ بدر الدين في عام 1420، والصوفي الدارويشي في الهند المغولية سرمد كاشاني في عام 1661. كانت الأسباب الدقيقة لعمليات الإعدام في بعض تلك الحالات موضع تشكيك وخلاف.
قمع الصوفية في العالم الإسلامي له تاريخ طويل، وقد كان مدفوعًا بمقاصد دينية وفي القرون اللاحقة بمقاصد سياسية أيضًا. رغم أن بعض المسلمين ينظرون إلى الصوفية باعتبارها تعبيرًا تقيًا نقيًا عن الإيمان، فإن آخرين رفضوا عقيدتها وممارساتها.
كتب شيخ الإسلام ابن تيمية (1263-1328) عن ما أسماه «الانحرافات» الميتافيزيقية للصوفية، كما أن انتقاد الصوفية موثق في كتابات ابن الجوزي.
خلال حكم السلالة الصفوية في إيران، تعرض كل من «الدراويش الصوفيين المتجولين» و«العلماء الفلاسفة الصوفيين» للضغط بلا هوادة من قِبل رجل الدين المتشدد محمد باقر المجلسي (المتوفي عام  1110/1699). اشتهر المجلسي- وهو واحد من أكثر علماء الشيعة الاثنا عشرية تشددًا ونفوذًا عبر التاريخ- (من بين أمور أخرى) بقمعه للصوفية، إذ اعتقد هو وأتباعه أنها لم تولي الشريعة الإسلامية اهتمامًا كافيًا. قبل صعود المجلسي، كان الإسلام الشيعي والصوفي «مرتبطين ارتباطًا وثيقًا».
كانت تعاليم المجدد شيخ الإسلام محمد بن عبد الوهاب (1702-1793) والإجراءات اللاحقة لمؤسسي الدولة السعودية الأولى (1744-1818)، والتي قامت على دعوة دينية إصلاحية تهدف إلى تصحيح الممارسات العقائدية، ذات موقف نقدي من بعض المظاهر الصوفية، بما في ذلك تقييد بعض الممارسات وهدم الأضرحة. وقد استمرت توجهات مشابهة خلال الدولة السعودية الثانية الدولة السعودية الثانية (1824-1891) والدولة السعودية الثالثة الحالية (1932-).
في عام 1843، أُجبر السنوسي الصوفي على الفرار من مكة المكرمة والمدينة المنورة والتوجه إلى السودان وليبيا.
كان يُنظر إلى التصوف باعتباره حالة وجدانية لا يمكن السيطرة عليها، تجاوزت حدود العقل إلى حالة من النشوة، مع الوصول إلى الحقيقة عبر ممارسات الرقص والحرمان البدني. يُعتبر التصوف شكلًا مختلفًا للعبادة يتعارض مع هياكل السلطة الاستبدادية. كان ذلك يتعارض مع الاتجاهات السائدة في القرن التاسع عشر والتركيز على الدولة القومية، والتي استمرت حتى نهاية الحرب العالمية الأولى. فضل السعي نحو الحداثة، الذي ميز هذه الحقبة، أسلوبًا «عقلانيًا» للدين. كان قمع الصوفية خلال هذه الفترة مدفوعًا باعتبارات سياسية وليس باعتراضات العقيدة الإسلامية. كان الزعماء الصوفيون مؤثرين، وبالتالي شكلوا تهديدًا محتملًا على الأقل لوجود دول قومية ناشئة في أعقاب الحرب.
بعد ثورة الشيخ سعيد، حظر مصطفى كمال أتاتورك، أول رئيس لجمهورية تركيا التي تأسست حديثًا، الجماعات الصوفية في عام 1925. شارك المصلح الإيراني أحمد كسروي في حرق المطبوعات الصوفية. على الرغم من تراجع الصوفية في القرن الماضي، فإنها عادت إلى تركيا من جديد، ويمكن عرض الأعمال الفنية المتعلقة بمواضيع الصوفية في صالات العرض الفنية في إسطنبول، مثل عمل المعجزة للفنان إيرول أكيافاس، والذي يصور الزمن والكون كرموز لـ«الرحلة المعجزة». في إيران، لا تزال شخصيات بارزة في الأوساط الفكرية الإيرانية تتأثر بتقاليد الصوفية، بما في ذلك روح الله الخميني وعلي شريعتي.

## الاعتداءات الحديثة
في السنوات الأخيرة، تضررت أو دُمرت الأضرحة، وفي بعض الأحيان المساجد، في أجزاء كثيرة من العالم الإسلامي. قُتل أيضًا بعض أتباع الصوفية. انتقد علي جمعة، الباحث الصوفي والمفتي العام لجامعة الأزهر، تدمير الأضرحة والممتلكات العامة باعتباره أمرًا غير مقبول.

### اليمن
تعرضت الكثير من المزارات الصوفية في محافظات تعز وحضرموت وعدن ولحج وشبوة للتدمير وتفجير من قبل جماعات سلفية وتنظيمات متطرفة كما تعرض شيوخ الصوفية في اليمن لعمليات الاغتيال.
في العام 2018 اغتال متطرفون في مدينة تريم أهم مراكز الصوفية اليمن الحبيب عيدروس بن سميط امام وخطيب مسجد المحضار بتريم بمحافظة حضرموت
دمر تنظيم أنصار الشريعة الذراع المحلي لتنظيم القاعدة في اليمن خلال سيطرته على مدينة المكلا الساحلية في محافظة حضرموت عدد من المزارت والاضرحة اهمها قبة ولي الله الصالح يعقوب وضريح المحجوب وعدد كبير من الاضرحة حيث اقتحم المساجد الصوفية مقاتلي التنظيم واستخدموا الجرافات في هدم الاضرحة والقباب والمزارت
كم دمر أنصار الشريعة عدد من المزارات والقباب في مدينة غيل باوزير في محافظة حضرموت اهمها (قبة الحقاص، وقبة مول الجيش، وقبة السيد حسين، وقبة الشيخ بن سالم، وقبة شداد) ونبش مقاتلي التنظيم قبور شيوخ الصوفية وعبثوا برفاتهم.
وفي مدينة الشحر التابعة لمحافظة حضرموت هدم أنصار الشريعة قبة ضريح الحبيب، حمد بن صالح بن الشيخ أبوبكر بن سالم
وفي مدينة الحوطة عاصمة محافظة لحج في العام 2015 هدمت الجماعات السلفية قبة ضريح الشيخ الصوفي سفيان بن عبد الله الأبينى
وفجرالسلفيين في العام 2015م مرقد ومسجد الحبيب عمر بن على السقاف الأثرى منطقة تبن الوهط بمحافظة لحج.
وهدمت الجماعات السلفية قبية الشيخ صلاح في أغسطس 2015 بمدينة لحج.
وفجر السلفيين ضريح الشيخ حسن البحر بمدينة لحج.
وحطمت قبر الامام الحبيب محمد بن علوي الشاطري في عام 2015 بمدينة عدن.
واقتحمت جماعة أبو العباس السلفية في محافظة تعز قبة وضريح الشيخ الصوفي عبد الهادي السودي في المدينة القديمة بتعز ونهبت الضريح الذي يبلغ عمره قرابة 800 عام ثم قامت بتفجيره ماسبب اصابة 20 مدني.
وتعرض مقام الشيخ عبد الله الطفيل بمنطقة ثعبات بمحافظة تعز للتفجير من قبل الجماعات السلفية.

### الصومال
في ظل حكم حركة الشباب الإسلامية في الصومال، حُظرت الشعائر الصوفية ودُمرت الأضرحة. مع تضاؤل نفوذ حركة الشباب، يقال أن الشعائر الصوفية «عادت إلى الظهور». يسيطر مقاتلو تنظيم أهل السنة والجماعة الصوفيين، بدعم من إثيوبيا والحكومة الفيدرالية، على أجزاء من وسط الصومال وبعض المدن في المنطقتين الجنوبيتين جدو وباكول.

### مصر
وُصف الحظر الذي فرضته وزارة الأوقاف في مايو 2010 على مجالس الذكر الصوفية (المكرّسة لإحياء ذكر الله، بما في ذلك الرقص والأغاني الدينية) بأنه «انتصار آخر للفكر السلفي المتطرف على حساب الصوفية المعتدلة في مصر». تلت ذلك اشتباكات في مسجد الحسين بالقاهرة ومسجد السيدة زينب بين أعضاء من الطائفة الصوفية وقوات الأمن أجبرتهم على إخلاء المقامين. في عام 2009، مُنع مولد السيدة زينب، حفيدة النبي محمد، ظاهريا بسبب القلق من انتشار أنفلونزا الخنازير، ولكن كان ذلك أيضًا بتحريض من السلفيين.
بحسب جابر قاسم، ممثل الطرق الصوفية، فقد جرى الاعتداء على ما يقرب من 14 ضريحًا في مصر منذ ثورة يناير 2011. وفقًا للشيخ طارق الرفاعي، رئيس الطريقة الرفاعية الصوفية، منع عدد من السلفيين إقامة الصلوات الصوفية في الحرم. قال الشيخ رفاعي أن محامي الطريقة قدم بلاغًا إلى مخفر شرطة الحرم بهذا الشأن. في أوائل أبريل 2011، قامت مسيرة صوفية من الجامع الأزهر إلى مسجد الحسين، أعقبتها مظاهرة حاشدة أمام مسجد الحسين «تعبيرًا عن الغضب إزاء تدمير» الأضرحة الصوفية. ندد أيضًا مركز البحوث الإسلامية في مصر، بقيادة الإمام الأكبر أحمد الطيب، بالهجمات على الأماكن المقدسة. وفقًا لموقع جماعة الإخوان المسلمين الإلكتروني (ikhwanweb.com)، «قُدمت مذكرة إلى القوات المسلحة» في عام 2011 تشير إلى وقوع نحو عشرين «تعديًا» على الأضرحة الصوفية. 
في 24 نوفمبر 2017، هاجم إرهابيون مسجد الروضة الصوفي. كان معظم الضحايا صوفيين، وكان المسجد يرتبط بالطريقة الجريرية.

### تونس
يتبع الصوفيون التونسيون إلى حد كبير الطريقة الشاذلية. على الرغم من صعود السلفية والمتطرفين في تونس، فلا تزال الصوفية متأصلة إلى حد كبير في ثقافتها. أفاد الموقع الإعلامي المونيتور أن 39 ضريحًا صوفيا دُمر أو دُنس منذ ثورة 2011 حتى يناير 2013. بالنسبة للتونسيين فإن الصوفية هي طريقة للمعافاة والارتقاء بشكل جماعي. أشارت وكالة سيجما للاستطلاع إلى أن نحو  43.1%من التونسيين يزورون ضريحًا صوفيًا مرة واحدة على الأقل سنويًا. يفوق عدد الأضرحة الصوفية (الزاوية) في تونس عدد المساجد.